# Agénor de Gramont d'Aster
Pour les articles homonymes, voir Gramont.
Antoine Eugène Amable Stanislas Agénor, 4e comte de Gramont d'Aster (8 mars 1814 à Rouen - 11 janvier 1885 à Paris), est un diplomate et homme politique français du XIXe siècle.

## Biographie
Unique fils d'Antoine de Gramont d'Aster (1787-1825), Agénor entra dans la diplomatie et devint, en 1839, secrétaire d'ambassade à Londres auprès du maréchal Sébastiani.
Son père, le colonel-comte de Gramont d'Aster, étant mort (de la fièvre jaune à la Martinique en juillet 1825), avant d'avoir institué un majorat, qui seul pouvait rendre sa pairie transmissible, le roi, par ordonnance du 18 janvier 1826, a érigé, en faveur du jeune comte de Gramont d'Aster, une nouvelle pairie au titre de comte, pairie dont son aïeul maternel, Jean Antoine de Catellan (1759-1838), marquis de Caumont , avait été autorisé à former le majorat par ordonnance royale du 27 novembre 1825, suivie de lettres patentes du 4 janvier 1826.
La charte de 1830, qui avait aboli l'hérédité de la pairie ayant réservé les droits de succession ouverts avant sa promulgation.
Le 16 avril 1839, il fut admis, ayant atteint l'âge légal, à siéger a la Chambre des pairs à titre heréditaire, en remplacement de son père.
Il avait épousé, en 1843, Mlle Coralie Durand qui mourut peu d'année après son mariage, lui ayant donné un fils : 
- Antoine, vicomte de Gramont d'Aster (né à Paris le 3 décembre 1846 et décédé le 7 février 1894 en son domicile du 68 avenue de l'Alma à Paris 8e), marié à Odette de Montesquiou-Fezensac (née le 13 mars 1853 à Paris et décédée le 31 octobre 1925 en son domicile du 46 avenue George-V à Paris 8e)[3].

Le comte de Gramont d'Aster était le chef de la seconde branche de la maison de Gramont et le cousin issu de germain du duc de Gramont.
Après la révolution de Février 1848, il vécut dans la retraite, s'occupant de faire valoir ses propriétés des Hautes-Pyrénées ; il mourut des suites d'un accident de chasse.

## Distinctions
- Chevalier de la Légion d'honneur[4].

## Armoiries
| Figure | Blasonnement |
|        | Armes du comte de Gramont, pair héréditaire Écartelé : au 1, d'or au lion d'azur armé et lampassé de gueules (Gramont) ; au 2 et 3, de gueules à trois flèches d'or, posées en pal, empennées et armées d'argent (d'Aster) ; au 4, d'or à la levrette (ou lévrier) accolée et bouclée d'azur, à la bordure de sable, chargée de huit besants d'or (Aure). Sur le tout, de gueules à quatre otelles d'argent (Comminges)., |